# Neurostrota cupreella
Neurostrota cupreella är en fjärilsart som först beskrevs av Walsingham 1897.  Neurostrota cupreella ingår i släktet Neurostrota och familjen styltmalar.
Artens utbredningsområde är Jamaica. Inga underarter finns listade i Catalogue of Life.